# Żabnica, Tỉnh West Pomeranian
Żabnica [ʐabˈnit͡sa] (Đức Mönchskappe) là một ngôi làng ở quận hành chính của Gmina Gryfino, trong Gryfino County, Zachodniopomorskie, ở tây bắc Ba Lan, gần với Đức biên giới. Nó nằm khoảng 4 kilômét (2 mi) phía bắc Gryfino và 17 km (11 mi) về phía tây nam của thủ đô khu vực Szczecin.
Làng có dân số 420 người.